# 武山斌郎
武山 斌郎（たけやま としろう、1924年5月23日 - 2009年4月21日）は、日本の機械工学者。東北大学名誉教授。石巻専修大学名誉教授。元日本伝熱学会会長。

## 人物・経歴
旧制石巻中学、旧制二高を経て、1946年に東北帝国大学工学部機械工学科を卒業し、東北帝国大学工学部助手。
1949年東北大学工学部講師。1951年東北大学工学部助教授。1959年東北大学工学博士。1964年東北大学工学部教授。1981年東北大学評議員。1983年東北大学工学部長。1984年日本伝熱学会会長。石巻専修大学理工学部教授を経て、石巻専修大学名誉教授。2001年勲二等瑞宝章受章。2009年4月21日、肺炎のため死去、正四位。